# رانزباخ-باومباخ
شهر رانزباخ-باومباخ (به آلمانی: Ransbach-Baumbach) در ایالت راینلند-فالتز در کشور آلمان واقع شده‌است.